# 乙種醫師
乙種醫師或稱限地醫師，為台灣日治時期的一種醫師類型。醫師得向州廳申請或通過「台灣總督府乙種醫師考試」合格後才可取得到行醫執照。乙種醫師行醫有所限制，只得於遍鄉地區「限地開業」，「限地醫師」的名稱便以此而來。在中華民國接收台灣後仍可行醫。

## 發展
台灣日治時期因醫生人力不足，為彌補醫師不足與對這些醫療工作者進行管理，政府特此准許醫生學徒或具備醫療專業智識，但未經過日本西式醫學正規訓練的醫療工作者進行醫療救治工作，但執業地區需被限於山地或遍鄉，這些醫療人員被台灣總督府稱為「限地醫師」。而「限地醫師」不單指限制執業地區，也對執業年限有著2到3年的限制:17，若其所在的地區有其他符合資格的醫師進駐後，限地醫師的執照在年限到達後不再更新，需聽從州廳的安排到其他的遍鄉地區進行工作:67。
在台灣日治早期時，「限地醫師」的資格是由醫師本人直接向州廳申請，由州廳審核後給予執照:21。1918年〈臺灣醫師令〉實行後，限地醫師的執照大多通過「限地開業試驗」取得:17，也有少數的限地醫師是由其曾經工作過的病院院長直接核准:52或教會醫院代訓後核准後取得:74-75。但由於「限地醫師」的供過於求也導致了許多人在取得「限地醫師」資格後仍要等好幾年的時間才可當上醫師:44-45。
1945年日本投降後台灣主權由中華民國政府接收，「乙種醫師制度」并末馬上被廢除仍持續了一小段時間，1944年取得「乙種醫師」者仍可於原地開業，但1945年10月以後考取者只得於澎湖，台東，花蓮開業。由於戰後人事混亂，台灣省行政長官公署便於1946年頒布《臺灣省乙種醫師登記辦法》與《臺灣省乙種醫師限地開業辦法》對乙種醫師重新登記與管理:103。1949年，國民政府遷台，為再次對醫者進行管理，政府規定所有於1946年取得醫師資格證者（包含乙種醫師）需依《臺灣省醫事人員甄訓考核辦法》進行考核，通過者方可繼續執業:101-102。
「乙種醫師」在政府1949年進行《臺灣省醫事人員甄訓考核辦法》後，通過考試的乙種醫師已取得正式醫師證書後，卻因偏鄉地區仍醫療資源缺乏，并未消失。1963年，臺灣省政府衛生處以大多乙種醫師已取得正式醫師資格為由打算廢止《臺灣省乙種醫師限地開業辦法》，但未果。1969年對該法提出修正案，1976年修正為《臺灣省乙種醫師執業辦法》，其中取消了乙種醫師的開業年限，而此法直至2001年才廢止:133。

## 乙種醫師規定
以下為1934年5月13日台灣總督府頒佈的限地醫師申請考試及准許執業之規定，規定如下:52：
一、限於該地方無現行開業之有資格醫師者(甲種醫師)。
二、離該地日里三里以內，無現行開業之有資格醫師者(甲種醫師)。
三、三年以內，無有資格醫師(甲種醫師)開業之可期待者。
四、執照一期以三年為限。

## 乙種醫師考試
乙種醫師考試全名為「台灣總督府乙種醫師考試」前身為「限地開業試驗」。
台灣日治除了極少數早期的限地醫師是直接向州廳申請，由州廳直接發放開業證明外，其余的限地醫師都是通過「限地開業試驗」取得限地醫師開業證明。1918年〈臺灣醫師令〉實行後，「限地開業試驗」才開始施行。
「限地開業試驗」是民政部主管，由警察本署衛生課不定期舉辦。欲參加者須先向州廳提出申請（呈上個人履書與醫師開立的「醫學修業保證書」），再由州廳彙整後向總督府提報。試驗有口試與筆試，內容為一般的醫理知識，試驗題目與內容由試驗委員會決定，而這些試驗委員多為醫學教授或日人醫生:17-52。
在1918年「限地開業試驗」實行後，仍出現了一批無需進行試驗的限地醫師。1922年因臺北醫學專門學校附設三年制之特設科，乃由該校校長照會臺灣總督府當局，經決定，凡經畢業於該校特設科而再於當地官公立病院，或日本赤十字社臺灣支部病院從事實務，獲有該院院長認為具備相當技術之證明書者，得免其考試，准許限地執業:52。
1941年由於第二次世界大戰，日本為派遣醫師至中國大陸地區與南洋地區而制定〈台灣醫師考試規則〉:52，將「限地開業試驗」改制更名為「台灣總督府乙種醫師考試」，限地醫師也更名為「乙種醫師」。

## 外部來源
- 中華民國行政院衛生署編，《臺灣地區公共衛生發展史一冊》，中華民國衛生署
- 台灣教會公報社編輯委員會編，《限地醫生：周瑞醫師傳記》，基督長老台灣教會公報社
- 陳雅苓，《戰後臺灣醫師資格認定的角力：兼論《醫師法》之修定》，國立政治大學台灣史研究所
- 詹雅築，《醫學教育與殖民社會：由台灣總督府醫學校的出現談起》，臺北醫學大學
- 莊永明，《台灣醫療史：以臺大醫院為主軸》，遠流出版社
- 葛謹，〈台灣醫師制度之沿革〉《臺灣醫界》 53卷7期，頁367-371